# Torre de Francisco de Asís
La Torre de Francisco de Asís es uno de los Fuertes Neomedievales del siglo XIX construidos para asegurar el linde fronterizo de la ciudad española de Ceuta. Es un BIC.

## Historia
Fue proyectado en 1865, por el Comandante de Ingenieros Mendicuti. 

## Descripción
Es un fuerte de estilo neomedieval para 40 hombres, construido con una tipología de torre circular de gran altura, dos plantas, aljibe y batería, con un escalera central. Dispone de un foso circular seco, matacanes y almenas.
Está construido en hormigón y cal, mampostería, ladrillo macizo y sillarejo.